# AEG

Logo van AEG (sinds september 2016)

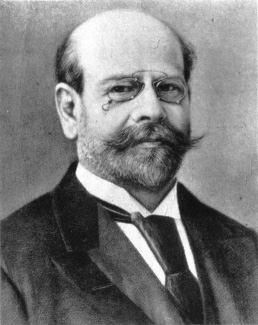
AEG oprichter Emil Rathenau

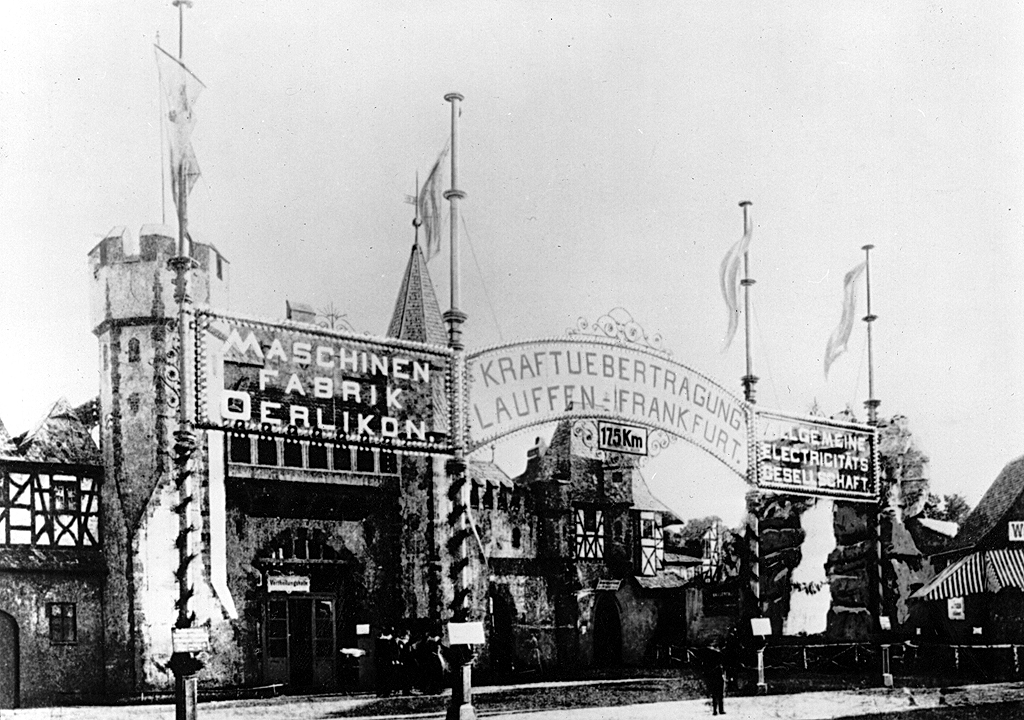
Toegangspoort tot Internationale Elektrotechnische Tentoonstelling

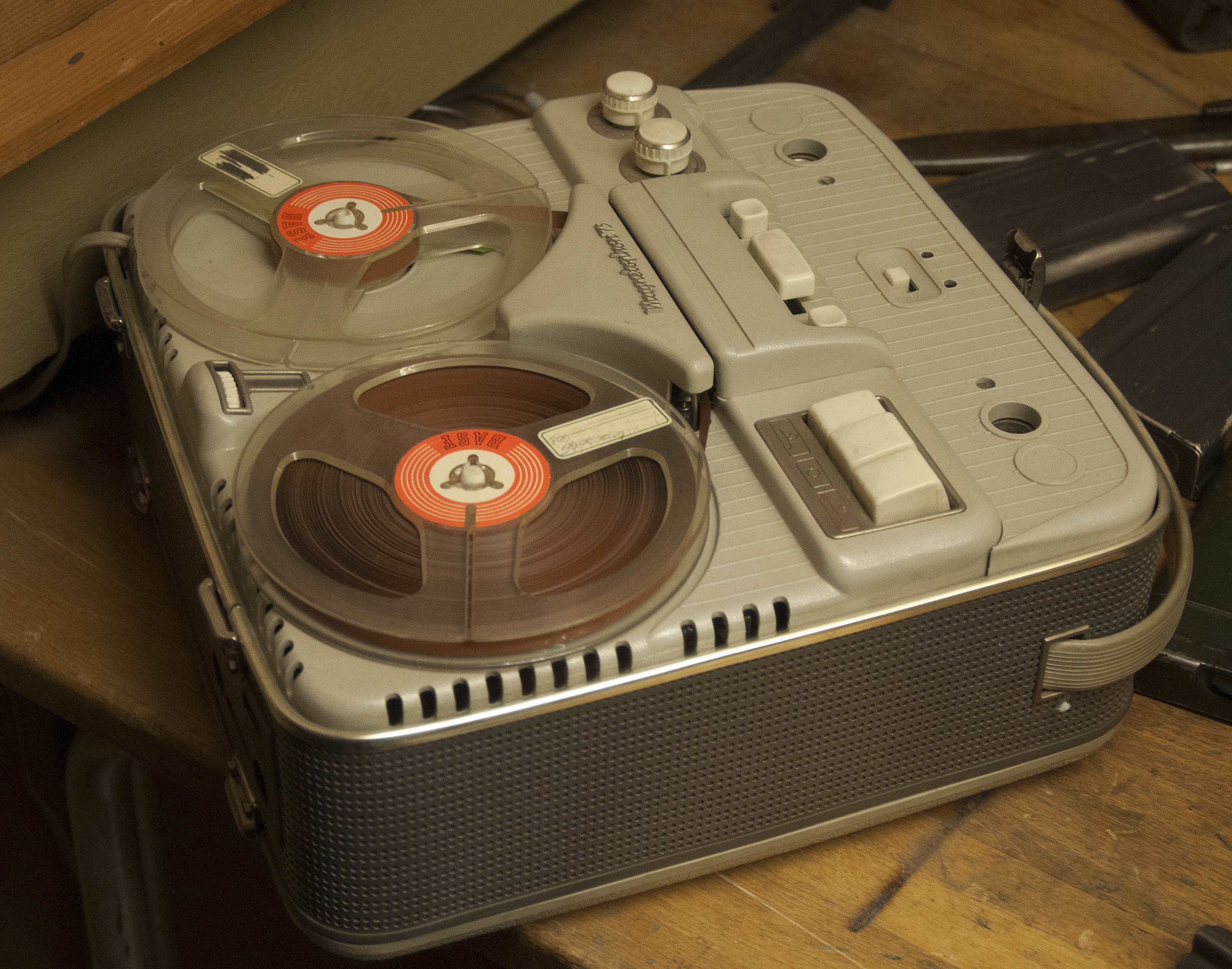
Een AEG magnetophon 75 uit de periode 1955-1960

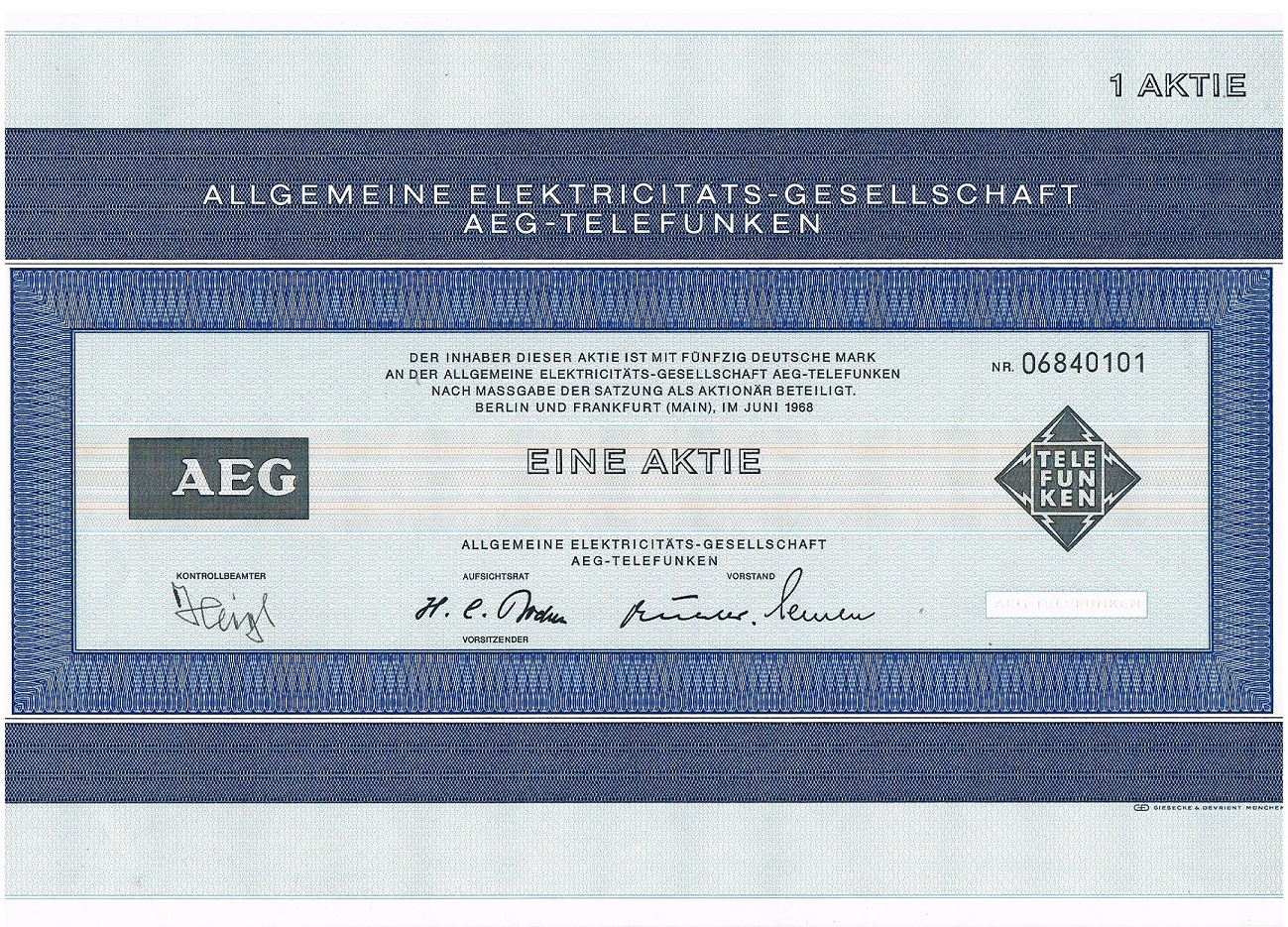
AEG aandeel (1968)

De Allgemeine Elektricitäts-Gesellschaft (of kortweg AEG, Nederlands: 'algemene elektriciteitsmaatschappij') is een Duitse producent van elektrische en elektronische onderdelen en apparaten, waaronder witgoed en keukenapparatuur.

## Geschiedenis

### Oprichting
Het bedrijf werd in 1883 gesticht door de joodse zakenman Emil Rathenau, die enkele patenten van Thomas Edison had gekocht. Oorspronkelijk als D.E.G. wat stond voor Deutsche Edison-Gesellschaft für angewandte Elektrizität. In 1887 veranderd in Allgemeine Elektricitäts-Gesellschaft, is vanaf die tijd het merk AEG geboren.

### Beginjaren
Van 1883 tot 1889 werd de van München afkomstige ingenieur en fabriekspionier Oskar von Miller (en latere grondlegger van het Deutsches Museum) mededirecteur. Emil Rathenau zelf haalde in 1887 Michail Doliwo-Dobrowolski zijn onderneming binnen, waarna deze als hoofdingenieur van de draaistroomtechniek door praktisch onderzoek de eerste functioneel werkende draaistroommotor uitvindt. In 1891 demonstreerden Miller en Dobrowolski tijdens de Internationale Elektrotechnische Tentoonstelling in Frankfurt am Main voor het eerst het transport van draaistroom over een grote afstand. Bij een waterkrachtcentrale in Lauffen am Neckar werd stroom opgewekt die daarna over een afstand van 175 kilometer naar Frankfurt werd getransporteerd, waar deze op het tentoonstellingsterrein 1000 gloeilampen voedde en een kunstmatige waterval aandreef. Dit succes was het begin van de algemene elektrificatie van wisselstroom in Duitsland en zorgde ervoor dat AEG economisch uitgroeide tot een belangrijke speler op gebied van elektriciteit.
In 1907 nam AEG de architect Peter Behrens onder contract als artistiek adviseur. Behrens was er de volgende jaren actief in nagenoeg alle disciplines van vormgeving en hij ontwierp voor het bedrijf een hele huisstijl gaande van grafische ontwerpen zoals het logo en enkele catalogi, tot productontwerpen voor toestellen en gebouwen. In Berlijn bouwde hij in 1909 een turbinefabriek die een toonbeeld zou worden van moderne fabrieksarchitectuur. Deze montagehal is vandaag nog steeds te bezichtigen in het stadsdeel Moabit.
AEG bouwde van 1910 tot 1918 ook een serie vliegtuigen. In 1922 werd de directeur Walther Rathenau, zoon van Emil, tevens minister van Buitenlandse Zaken, vermoord door rechtse extremisten. In 1935 ontwikkelde AEG de eerste bandrecorder voor hoogwaardige geluidsopnamen, de Magnetophon.
Na liquidatie in 1930 van Borsig Werke in Tegel en Hennigsdorf werd de ontwikkeling en bouw van onder meer locomotieven voortgezet. Vanuit de fabriek in Tegel werden in 1934 de laatste locomotieven van de BR 05 in ruwbouw afgeleverd, om in de fabriek in Hennigsdorf te worden afgebouwd. Deze fabriek werd overgenomen door Rheinmetall en later gesloten en afgebroken.

### Telefunken en financiële problemen
Per 1 januari 1967 nam AEG het bedrijf Telefunken over. Na de overname gingen de bedrijven verder onder de naam AEG-Telefunken. In het jaar voor de overname hadden de twee bedrijven een gecombineerde omzet van 4,1 miljard mark. Twee jaar later, in 1969, ging het ook betrekkingen aan met Siemens.
Eind jaren 70 raakte AEG in grote financiële problemen. De schulden waren te hoog en er werden verliezen geleden. De banken moesten met 1 miljard mark bijspringen, met uitstel van betaling en kwijtschelding van een deel van de schulden, anders zou het bedrijf met meer dan 110.000 werknemers failliet zijn gegaan. Onder de nieuwe bestuursvoorzitter Heinz Dürr werden goedlopende bedrijven afgestoten om aan geld te komen, maar verdere saneringen werden vooreerst geblokkeerd door de vakbonden, maar ook door passief verzet vanuit het bedrijf zelf. Een poging van Dürr om het Britse General Electric Corporation (GEC) financieel te binden te halen, stuitten af op verzet van Bosch en Siemens, die geen Britse concurrent op de thuismarkt wilden. In augustus 1982 werd weer uitstel van betaling aangevraagd voor AEG.
De banken hielpen AEG door minder geleend geld terug te eisen, maar eisten maatregelen. Het aantal personeelsleden halveerde en verliesgevende merken als Zanker, Neff en Küppersbusch werden afgeslankt ten gunste van de AEG merknaam. Buitenlandse onderdelen die met verlies draaiden werden gesloten of afgestoten. Het bedrijfsonderdeel Telefunken Fernseh und Rundfunk werd verkocht aan het Franse concern Thomson-Brandt. In maart 1983 geven de toezichthouders toestemming en Thomson kocht 75% van de aandelen Telefunken voor een onbekende overnameprijs. Alle maatregelen sorteerden effect en de resultaten van AEG verbeterden.

### Overname door Daimler-Benz
In 1985 nam Daimler-Benz AEG over. AEG behaalde in 1984 een omzet van 11 miljard Duitse mark en telde 73.000 medewerkers. Daimler-Benz betaalde 1,6 miljard mark voor een meerderheidsbelang in AEG. Daimler streefde naar een breed technologisch concern en hierin paste AEG. Na de overname telde Daimler meer dan 300.000 medewerkers. De overname was geen gelukkige stap voor Daimler. Over 1994 leed AEG een verlies van 362 miljoen mark, en ook 1995 werd met verlies afgesloten.

#### Opsplitsing en einde
Daimler besloot sommige onderdelen van AEG te verkopen of onder te brengen bij andere bedrijfsonderdelen van het concern en de rest te sluiten.
In 1994 kwam divisie huishoudelijke apparatuur (AEG Hausgeräte AG) in handen van het Zweedse Electrolux. De merknamen van AEG kwamen in het bezit van een dochteronderneming van DaimlerChrysler, tot ze in 2004 aan Electrolux werden verkocht. Vanaf 2005 verkocht Electrolux zijn apparaten onder de naam AEG-Electrolux. Dit werd in 2011 gewijzigd in AEG met het vierkante Electrolux-logo voor de letters AEG. In 2016 kwam dit logo te vervallen.
De productie van rollend materieel werd in 1996 voortgezet door Adtranz in samenwerking met ABB. Deze activiteiten worden sinds 2001 uitgevoerd door Bombardier Transportation.

## AEG in Nederland
Een van de eerste activiteiten in Nederland was de aanleg van een tramlijn. In 1912 sloot de Staat der Nederlanden een overeenkomst met AEG voor een elektrische tramlijn tussen Aken en Maastricht. De metersporige lijn bij dubbelsporig worden uitgevoerd met een spanning van 1000 volt. De reeds bestaande tramlijn Aken - Vaals zou hierbij een spoorverdubbeling krijgen. Twee jaar later waren de eerste bouwmaterialen aangevoerd en was het werk al begonnen, maar toen brak de Eerste Wereldoorlog uit. In augustus 1914 werden de werken stilgelegd en daarna kwam er van deze plannen niets meer terecht.
In de jaren 30 van de twintigste eeuw had AEG een aantal vestigingen in Nederland.
Het kantoor en toonkamer waren gevestigd op het Frederiksplein te Amsterdam, voor goederen kon men terecht op de Sloterkade in dezelfde stad. Later verhuisde AEG naar de Aletta Jacobslaan waar men tot 1996 was gevestigd. Na de overname door Electrolux werd het een afdeling van Electrolux Home Products B.V. in Alphen aan den Rijn.
In die jaren 30 gaf de N.V. Electriciteits Maatschappij AEG een catalogus uit waarin een "Beknopt overzicht van elektrisch materiaal voor dagelijks gebruik" te zien was.
Dit "elektrisch materiaal" bestond uit motoren, ventilatoren, elektrisch gereedschap, motorbeveiligingsschakelaars, schakelmateriaal, tijdklokken, meetinstrumenten, fornuizen, elektrische ovens onder de naam Carnifix, stofzuigers (de Vampyr voor huishoudelijk gebruik en de Meteor voor de industrie), boenmachines, koelkasten met de naam Santo en verlichtingsarmaturen.
Vanaf de jaren 50 had AEG in Nederland op consumentengebied veel succes met zijn volautomatische Lavamat-wasautomaat en de halfautomaat Turnamat met ingebouwde maar aparte centrifuge.
De industriële tak van AEG leverde na de Tweede Wereldoorlog in Nederland trolleybussen, locomotieven en de olie-hoogspanningskabel van 150.000 volt voor koppeling van de energiecentrales van Den Haag en Rotterdam. Deze tak had ook een aandeel in de totstandkoming van de metro van Amsterdam en diverse bovenleidingnetten van de spoorwegen.
In september 2016 kreeg AEG een nieuwe huisstijl met een nieuw logo. Vanaf dat moment werd in Nederland ook gestopt met de verkoop van stofzuigers onder de merknaam Electrolux. Van het originele AEG is alleen de huishoudelijke-apparatentak overgebleven onder de vlag van moedermaatschappij Electrolux. Alle overige bedrijfsonderdelen zijn opgegaan in zelfstandige ondernemingen die onder licentie van de merknaamhouder Electrolux de naam AEG mogen voeren.